# Lijst van afleveringen van Westenwind
Hieronder volgt een overzicht van de afleveringen van Westenwind.

## Seizoen 1
- 1.1 Met de moed der liefde
- 1.2 De baby als gijzelaar
- 1.3 Juwelen voor de Advocaat
- 1.4 Handel op zijn Grieks
- 1.5 Betrapt op het bureau
- 1.6 Confrontatie in de disco
- 1.7 Publiciteitsgeil
- 1.8 Dansen met het verleden
- 1.9 Explosie in de Haven
- 1.10 Bouwen of barsten
- 1.11 De vierde aandeelhouder
- 1.12 Een test voor de toekomst
- 1.13 Tot de dood ons scheidt
- 1.14 Een beetje moe, maar voldaan
- 1.15 Voor de poorten van de hel
- 1.16 Verraad en verlossing
- 1.17 Vluchten naar de horizon
- 1.18 Afscheid en een nieuwe liefde
- 1.19 Bloedend hart
- 1.20 Vals vertrouwen
- 1.21 Niets dan de waarheid
- 1.22 Op de golven van liefde
- 1.23 De beerput van de psyche
- 1.24 Verliefd en verloren
- 1.25 Een nieuwe liefde
- 1.26 Een nieuw begin

## Seizoen 2
- 2.27 Oude liefde roest niet
- 2.28 Een steek onder water
- 2.29 Begin van het einde
- 2.30 Kaapse violen
- 2.31 Het blauwe, witte en rode meisje
- 2.32 Vuil spel
- 2.33 Staking
- 2.34 Kado van een minnaar
- 2.35 Business as usual
- 2.36 Klappen van een teddybeer
- 2.37 Bluffen duurt het langst
- 2.38 Race naar het einde
- 2.39 Antons list
- 2.40 Race tegen de klok
- 2.41 Hoofd op hart
- 2.42 Hulp uit onverwachte hoek
- 2.43 Trouwdag
- 2.44 Twee zielen, één verdachte
- 2.45 Blaffende honden
- 2.46 Het Beest is los
- 2.47 De cruise van de waarheid
- 2.48 In de navy
- 2.49 Survival of the fittest
- 2.50 Een onverwachte wending

## Seizoen 3
- 3.51 Een grote stap
- 3.52 De zee geeft en de zee neemt
- 3.53 Liefde in het zwart
- 3.54 Harteloos
- 3.55 Bagger en bloed
- 3.56 De jacht
- 3.57 Over de drempel van de vrees
- 3.58 Hard tegen hart
- 3.59 Liefde onder vuur
- 3.60 Zwarte panter
- 3.61 Geloof, hoop en liefde
- 3.62 Franse slag
- 3.63 Het feest dat nooit gevierd werd
- 3.64 Kusje
- 3.65 .... en een nieuw begin
- 3.66 Javaanse jongens
- 3.67 Wakker in een vreemde wereld
- 3.68 Met het water tot aan de lippen
- 3.69 Echo van een liefde
- 3.70 De verloren dochter
- 3.71 Voorbij Vegas
- 3.72 Spitsroeden lopen
- 3.73 Nooit meer als toen
- 3.74 Fooi voor een kind
- 3.75 De laatste vlucht
- 3.76 Erop of eronder

## Seizoen 4
- 4.77 Handenbinders
- 4.78 Kinderleed en moederliefde
- 4.79 Ogen in het zand
- 4.80 De witte adder
- 4.81 Vermoorde onschuld
- 4.82 Hoog spel, diepe val
- 4.83 Myrna
- 4.84 Gebroken liefde
- 4.85 Ware vrienden
- 4.86 Een ijskoude verrassing
- 4.87 Nevada Bleus
- 4.88 Over de schreef
- 4.89 Door het vuur
- 4.90 Een grote stap
- 4.91 Zeemansgraf
- 4.92 Verbrijzelde benen
- 4.93 De vuile oorlog
- 4.94 Sophies keuze
- 4.95 Hoerenloper
- 4.96 Leven na de dood
- 4.97 Hoog spel en vuile handen
- 4.98 Salomons oordeel
- 4.99 Bloed en korte metten
- 4.100 Casablanca
- 4.101 Van de prins geen kwaad
- 4.102 Water en vuur

## Seizoen 5
- 5.103 De rat en de pyromaan
- 5.104 Gezichtsverlies
- 5.105 Met andere ogen
- 5.106 Nachtmerrie of werkelijkheid
- 5.107 Sammie
- 5.108 De smaak van macht
- 5.109 De perfecte maagd
- 5.110 Geheugen gewist
- 5.111 Met de rug tegen de muur
- 5.112 Je veux l'amour
- 5.113 De ongenode gast
- 5.114 Afscheid van het leven
- 5.115 De smaak van wraak
- 5.116 Het wassende water
- 5.117 De kus van de dood
- 5.118 Windkracht 13
- 5.119 De gijzeling
- 5.120 In de fuik
- 5.121 De breuk met de hemel
- 5.122 Metamorfose
- 5.123 Indecent deceit
- 5.124 Tot de nek in het water
- 5.125 Slachtoffers en dader
- 5.126 Liefde en seks in de 21-ste eeuw
- 5.127 Met kloppend hart

## Seizoen 6
- 6.128 Het tij is niet te keren
- 6.129 De dodelijke zon
- 6.130 Alleen de pijn
- 6.131 Het gele gevaar
- 6.132 Engel der wrake
- 6.133 Stroom en Straling
- 6.134 De ereschuld
- 6.135 In het slijk gezogen
- 6.136 De rattenkoningin